# Англиканска црква Свети Павле у Дофену
Англиканска црква Свети Павле у Дофену једна је од десетак цркава у овом највећем преријском граду, са 10.300 становника, у области Паркланд у покрајини Манитоба, Канада. Историја овог града у у средишту канадске прерије почела је у раним 1880-тим, када је опис плодне земље око језера Дофен временом привукао нове досељенике, међу којима је био и већи број англиканаца. А они су дошли из сиромаштвом погођених Енглеских градова, са брда Шкотске итд. На стотине Енглеза, Ираца, Шкота, привученио обећаним новим и бољим животом у новој земљи, са собом су донели и своју културу, и ангиланску веру и верске обичаје, и постепено ширили своју верску зајеницу која је саградила и цркву Светог Павла у Дофену.

## Историја
Ова Црква, тј. заједница верника, као неформална организација англиканске заједнице, коју уједињује заједничка историја, доктрина вере и традиција, своју прву службу у Дофену, одржала је у лето 1889. године у двособној кући Харија Б. Вајтмора, јужно од садашњег града Дофена. Служба је била централизована за вернике из Гартмора и старог Дофена. Након одржане мисе за све присутне организован је заједнички пикника, на коме је служена храна који су у корпама са собом донели сами верници.
До изградње црке у Дофену служба се одвржавала у приватним кућама у граду и околини. Осећајући потребу за одговарајућом црквеном зградом у којој би се организовала јавна богослужења, Англиканска заједница на простору Дофена, сазвала је збор парохијана у Гартмору 10. децембра 1889. године, на коме је усвојен предлог В. Белеса упућеног др П. Ј. Бошему, да се одмах приступи изгради цркве-брвнаре, са ограђеним простором испред олтара.
Године 1890. Англиканска заједница у Дофену започела је изградњу прве цркве, радом чланова заједнице и новчаним средствима пристиглим из Англиканских друштва Енглеске. До 8. априла 1891. године, био је окончан рад на цркви лоцираној у насељу Гартмор на Том Вајтморовој фарми, у том периоду централном насељу Дофена.
Новоизграђена црква Светог Павла у Гартмору освећена је 1893. године, а у новембру је добила сталног свештеника, кога је послао надбискуп из Винипега, да преузме надлежност над мисијом која је нагло расла како по величини тако и по броју становника.